# جرج دورست
جرج دورست (انگلیسی: George Dorsett; ۱ ژانویهٔ ۱۸۸۱ – ۱ ژانویهٔ ۱۹۴۲) بازیکن فوتبال اهل بریتانیا بود.
از باشگاه‌هایی که در آن بازی کرده‌است می‌توان به باشگاه فوتبال وست برومویچ آلبیون و باشگاه فوتبال منچستر سیتی اشاره کرد.